# Мікі Зогар
Махлуф "Мікі" Зогар (івр. מַכְלוּף "מִיקִי" זוֹהַר, нар. 19 жовтня 1959 року) — ізраїльський політик. Зараз він обіймає посаду міністра культури та спорту Ізраїлю.

## Життєпис
З кінця грудня 2022 року обіймає посаду міністра культури та спорту Ізраїлю.